# 최찬욱
최찬욱(1966년 11월 8일 ~)은 삼성 라이온즈의 전 야구 선수다.

## 출신 학교
- 부경고등학교
- 경성대학교

## 같이 보기
- 1994년 삼성 라이온즈 시즌
- 1995년 삼성 라이온즈 시즌